# Strażnicy Miejsc Przyrodniczo Cennych
Strażnicy Miejsc Przyrodniczo Cennych – warsztaty organizowane przez stowarzyszenie Pracownia na rzecz Wszystkich Istot, odbywają się od 1996 roku. Skierowane są do osób dorosłych zainteresowanych zdobyciem wiedzy i umiejętności w działaniach na rzecz ochrony przyrody, które lokalnie będą chronić miejsca o wartościach przyrodniczych i kulturowych.
Celem szkoleń jest stworzenie grupy osób, które wypełnią lukę pomiędzy badającym swój obiekt naukowcem, a działającym z pobudek serca miłośnikiem przyrody - amatorem. Strażnicy biorą udział zbieraniu informacji o cennych przyrodniczo miejscach oraz tworzeniu mapy miejsc przyrodniczo-cennych pod nazwą Mapa Dzikiej Polski.

## Zakres wiedzy zdobywanej na szkoleniu
- funkcjonowanie i ochrona przyrody
- kierowanie grupą
- podstawy dziennikarstwa
- współpraca z mediami
- ochrona przyrody w prawodawstwie
- zajęcia edukacyjne

## Program szkolenia
- Część I - zagadnienia z zakresu wiedzy ogólnej o ekologii i procesach cywilizacyjnych (ekologia jako ideologia i ruch społeczny, ekologia głęboka a ochrona przyrody, bioregionalizm, współczesne procesy cywilizacyjne a ochrona przyrody, edukacja ekologiczna).
- Część II - zagadnienia przyrodnicze (formy ochrony przyrody w Polsce, problemy ochrony terenów leśnych w Polsce, duże drapieżniki, ochrona ekosystemów rzecznych, turystyka inwazyjna, ochrona terenów nieleśnych, planowanie przestrzenne – jako zagrożenie i szansa ochrony przyrody).
- Część III - wiedza i umiejętności pomocne w pracy na rzecz środowiska i przyrody (działalność organizacji ekologicznej, formalnoprawne działanie organizacji pozarządowej, współpraca w grupie, współpraca z potencjalnymi sojusznikami w działaniach ekologicznych, współpraca z mediami, prawne i administracyjne aspekty ochrony przyrody).